# 丸池観光ホテル
丸池観光ホテル（まるいけかんこうホテル、 MARUIKE KANKO HOTEL）は、長野県下高井郡山ノ内町の志賀高原にあった観光ホテル。長野電鉄（末期は株式会社丸池観光ホテル）が運営していた。通称は「丸観（まるかん）」。
60年近い歴史があったが、2010年（平成22年）に閉館した。

## 概要
大正時代から長野電鉄が進めてきた志賀高原開発の中で、丸池にもスキーコースが開かれ、宿泊施設の整備が進められた。終戦後、進駐軍の接収解除とともに開設された日本初のリフト付スキー場「長野電鉄丸池スキー場」の宿泊施設として開かれたのが丸池スキーハウス（のち、丸池観光ホテルに改称）である。
周辺でも有数規模のホテルとして、スキー大会にあたって皇族の宿泊や、長野オリンピック期間中の選手宿泊所としての役割を担い、長年に亘り志賀高原の拠点ホテルとして親しまれてきた。
しかしながら、バブル崩壊とスキーブームの終焉により次第に経営が悪化。2004年（平成16年）9月に長野電鉄から新設子会社に移管された上で、2010年（平成22年）5月末に58年の歴史に幕を下ろした。長野電鉄はこの以前から志賀高原・奥志賀高原に持つ施設の譲渡・売却を進めており、丸池観光ホテルの閉鎖によって自らが切り開いた志賀高原の観光事業から撤退することとなった。

## 沿革
- 1930年（昭和5年）12月10日 - 前年から始まった長野電鉄の志賀高原開発により、丸池にスキー宿泊所開設
- 1935年（昭和10年） - 長野電鉄創業者・神津藤平が、丸池に「神津コテージ」を建てる
- 1946年（昭和21年）6月30日 - 丸池一帯が進駐軍に接収される
- 1948年（昭和23年） - のちに日本初の冬季五輪メダリストとなる猪谷千春の一家が、神津コテージに移住
- 1952年（昭和27年）12月23日 - 10月に進駐軍の接収が解除され、丸池スキーハウス開館
- 1960年（昭和35年）皇太子が宿泊。
- 1963年（昭和38年）皇太子が宿泊。
- 1966年（昭和41年）12月20日 - 全面改築
- 1967年（昭和42年）5月20日 - 丸池観光ホテルに改称
- 1969年（昭和44年） - 第2期改築。四川料理「志賀飯店」開店
- 1972年（昭和47年）9月19日 - 政府登録国際観光旅館に認定
- 1980年（昭和55年） - 1・2階改装
- 1985年（昭和60年）11月21日 - 3・4階改装
- 1988年（昭和63年）8月6日 - 神津コテージを改修し、猪谷記念館を開設
- 1991年（平成3年）11月29日 - 西館改装（全室洋室化）
- 2004年（平成16年）9月 - 株式会社長電パークリゾート設立。長野電鉄からホテルの運営を移管される
- 2008年（平成20年）3月11日 - 株式会社丸池観光ホテル設立。(株)長電パークリゾートからホテルの運営を移管される
- 2010年（平成22年）
  - 5月31日 - 閉館。施設は猪谷記念館を残し解体
  - 8月5日 - (株)丸池観光ホテル、解散

## 当時の施設
- 客室
- 大浴場
- 宴会場
- 会議室
- 四川料理「志賀飯店」
- ティーラウンジ
- 猪谷記念館 - 日本初の冬季五輪メダリスト・猪谷千春の一家が暮らしたコテージ。現存

## アクセス
- 長野電鉄湯田中駅から、長電バス 白根火山線・奥志賀高原線で33分。「丸池」下車すぐ
- JR長野駅東口から、長電バス 急行志賀高原線で1時間。「丸池」下車すぐ
- 上信越自動車道 信州中野ICから車で30分

## 周辺の観光地

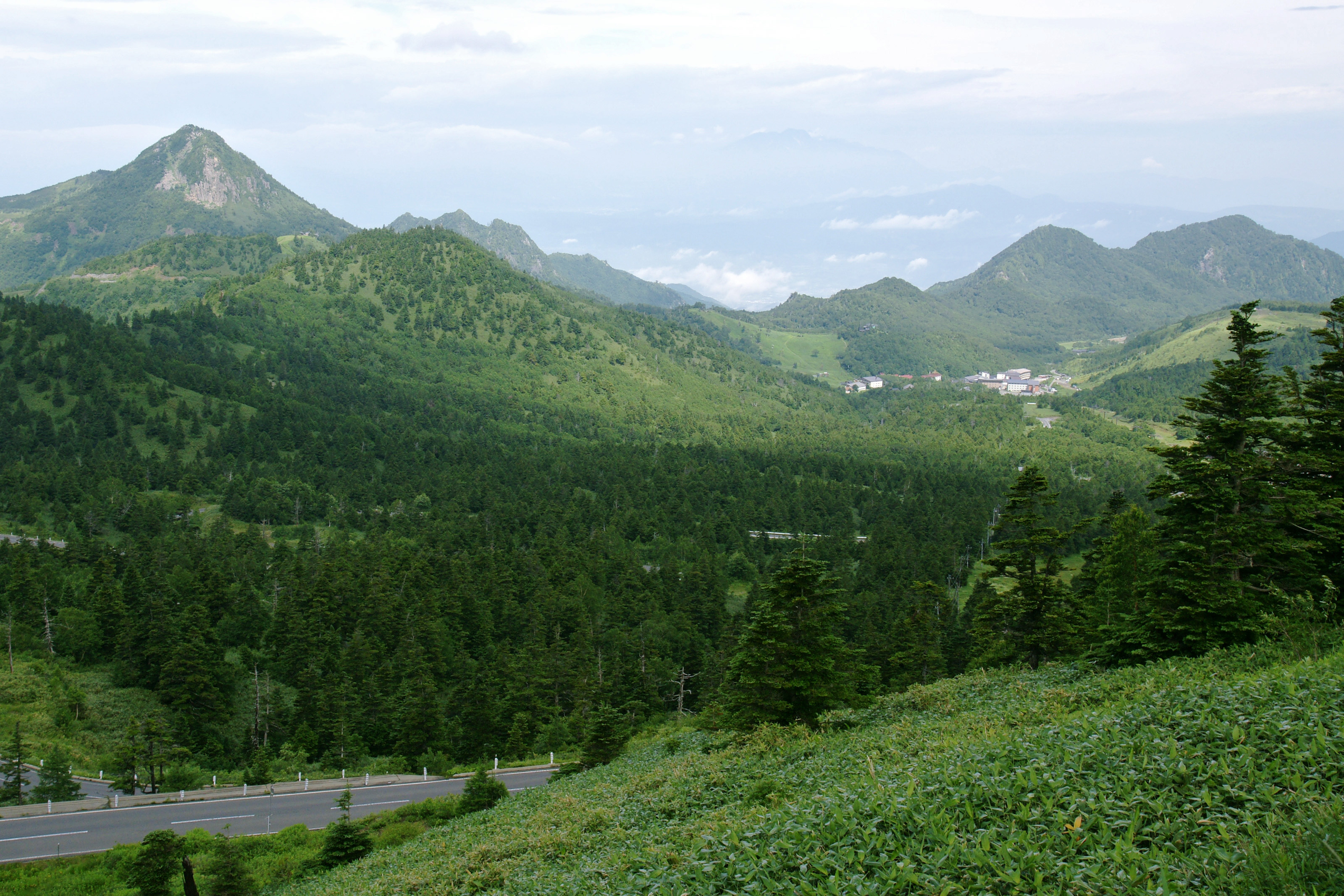
志賀高原
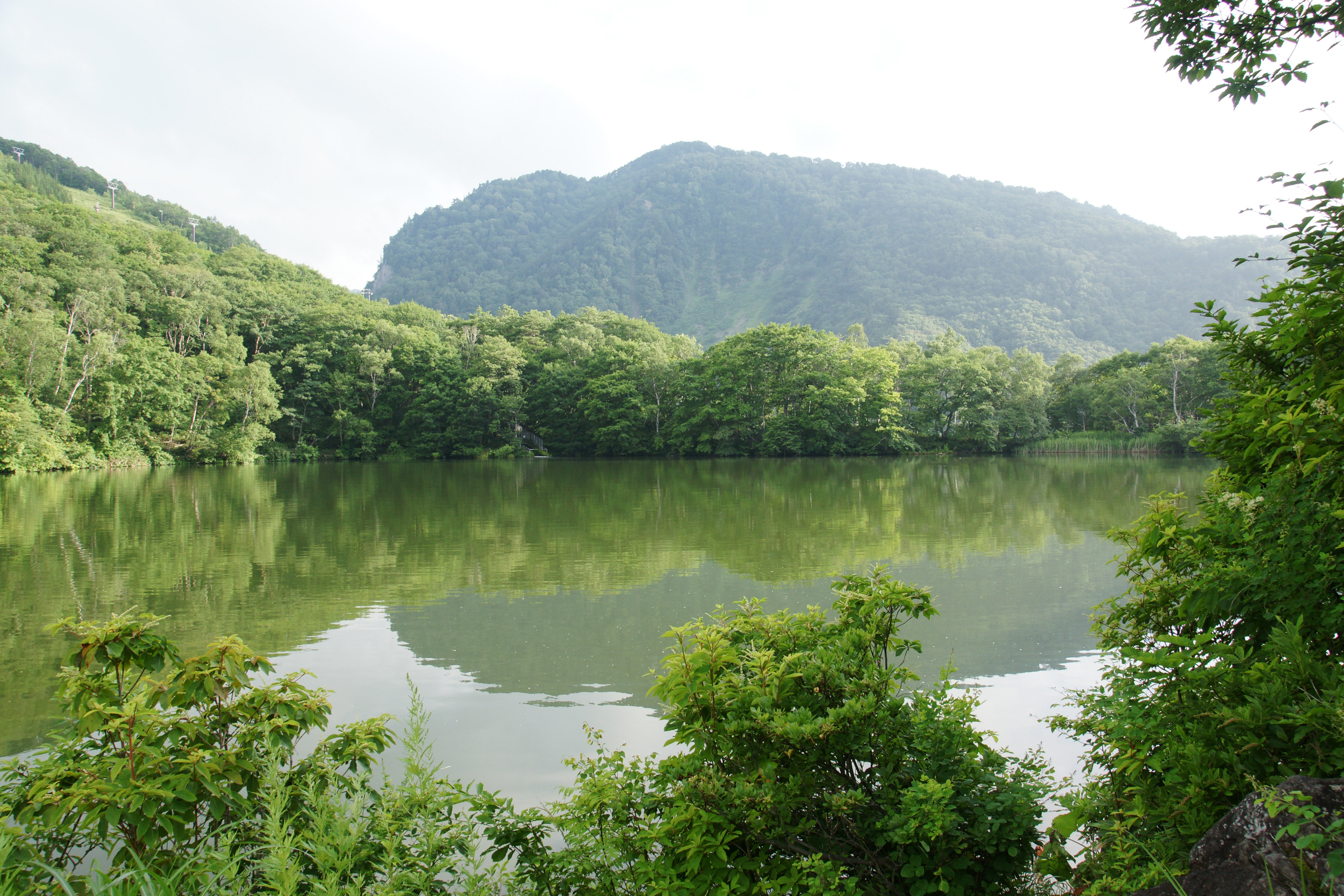
丸池
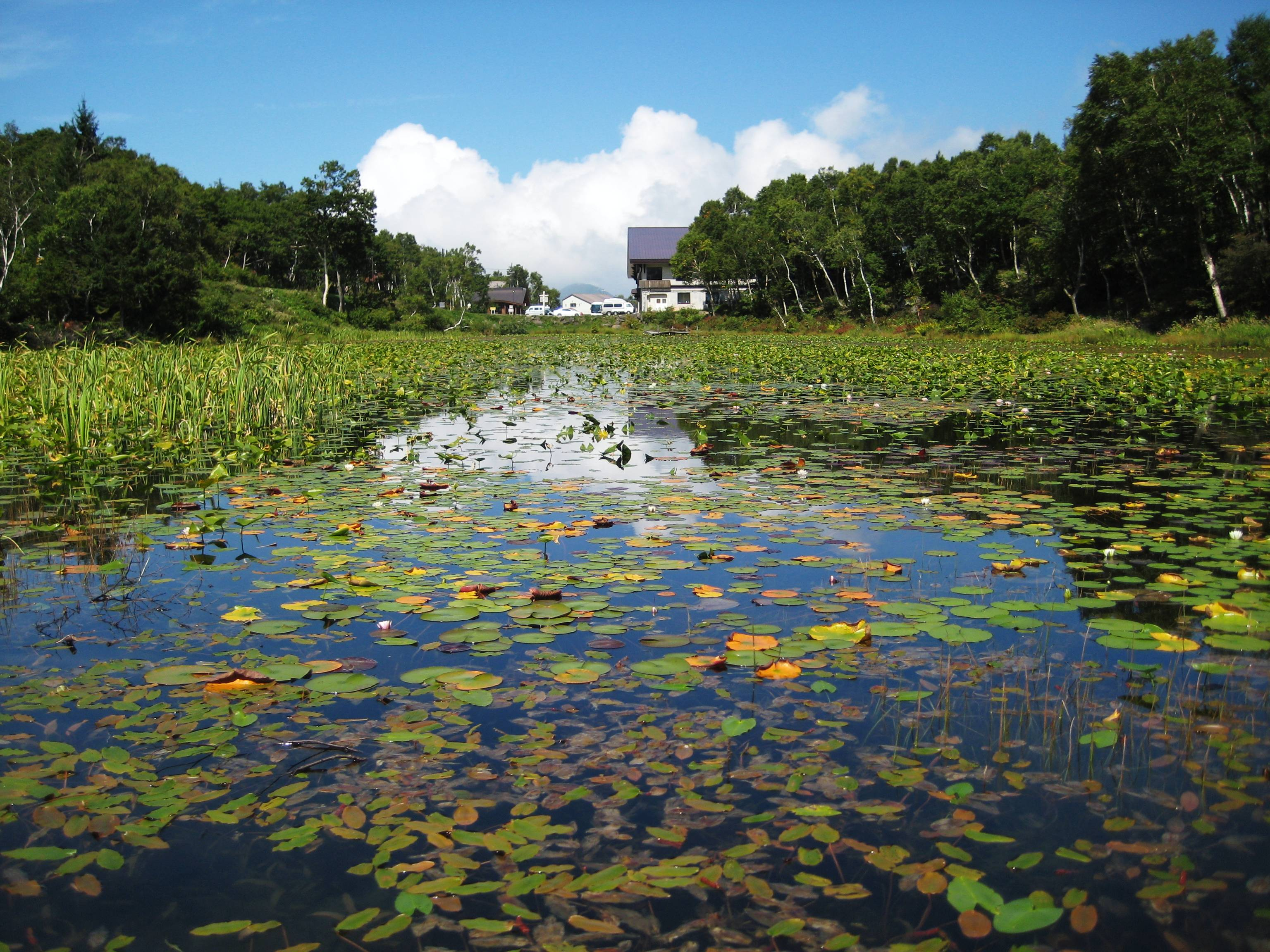
蓮池
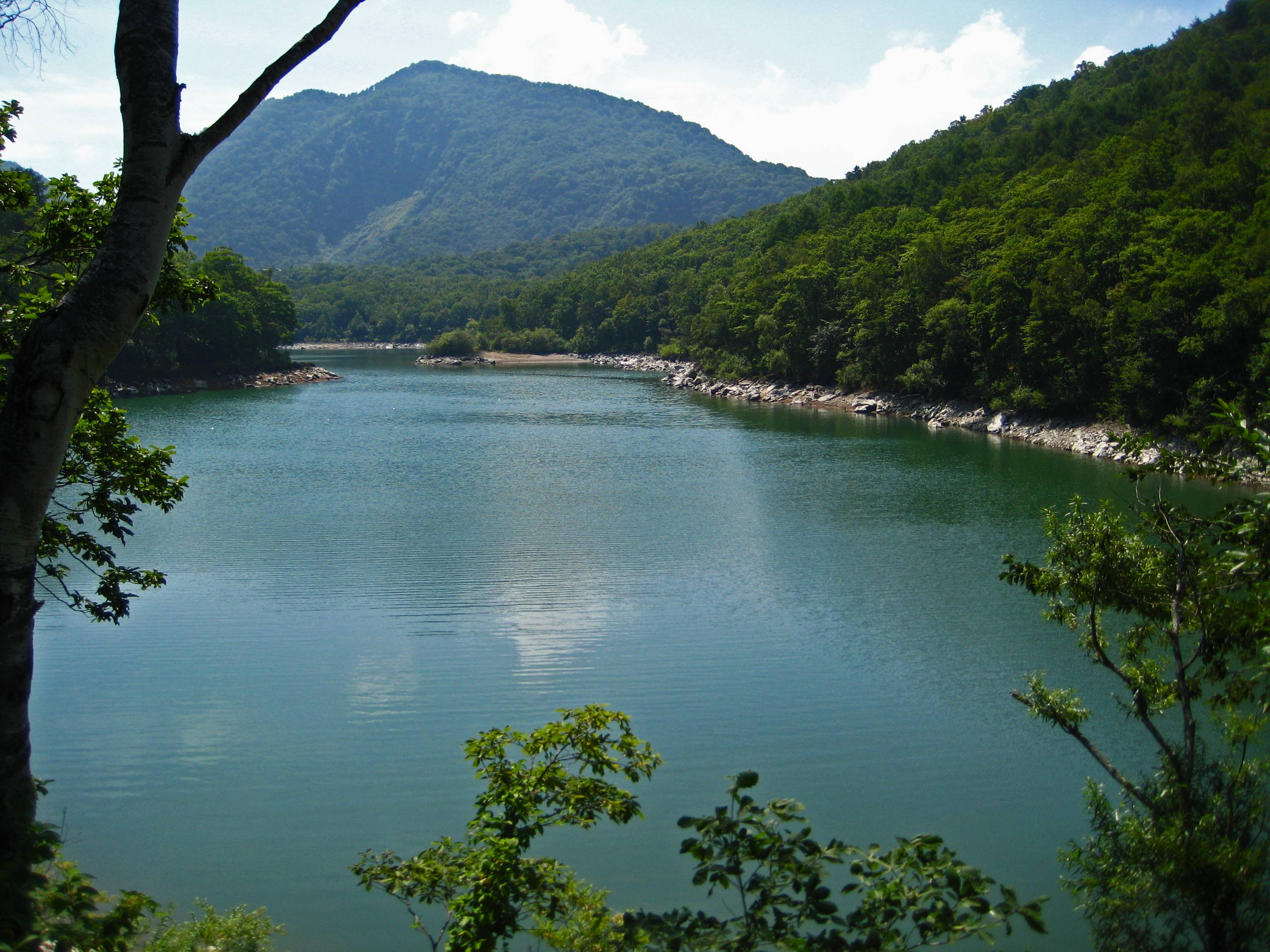
琵琶池
  - 丸池
  - 蓮池
  - 琵琶池
  - 丸池スキー場
  - 蓮池スキー場
  - サンバレースキー場
  - 志賀高原総合会館98
  - 志賀高原ロープウェイ

- 志賀高原
- 丸池
- 蓮池
- 琵琶池